# Політичні партії Лівану
Більшість партій користуються підтримкою окремих релігійних общин або склалися навколо тих або інших політичних лідерів, керівників кланів і впливових сімей.
Результати виборів 2005 року до ліванського Національного Зібрання
| Блоки                         | Місця  | Партії                                             | Місця |
| Список мученика Рафіка Харірі | 72     | Сучасність заради майбутності                      | 36    |
| Список мученика Рафіка Харірі | 72     | ПСП                                                | 16    |
| Список мученика Рафіка Харірі | 72     | ПЛС                                                | 5     |
| Список мученика Рафіка Харірі | 72     | Зібрання Корнета Шевана - Катаїб - НЛП - незалежні | 6     |
| Список мученика Рафіка Харірі | 72     | Блок Триполі                                       | 3     |
| Список мученика Рафіка Харірі | 72     | Демократичне відродження                           | 1     |
| Список мученика Рафіка Харірі | 72     | ДЛР                                                | 1     |
| Список мученика Рафіка Харірі | 72     | Незалежні                                          | 4     |
| Блок «Опір і розвиток»        | 35     | Амаль                                              | 15    |
| Блок «Опір і розвиток»        | 35     | Хізбалла                                           | 14    |
| Блок «Опір і розвиток»        | 35     | СНСП                                               | 2     |
| Блок «Опір і розвиток»        | 35     | Інші                                               | 4     |
| Аунівський альянс             | 21     | Вільна національна течія                           | 14    |
| Аунівський альянс             | 21     | Блок Скаффа                                        | 5     |
| Аунівський альянс             | 21     | Блок Мурра                                         | 2     |
| Всього                        | Всього | Всього                                             | 128   |

## Партії, представлені у парламенті
Сучасність заради майбутності — політичний рух в Лівані, заснований у 2005 Саадом Харірі, молодшим сином Рафіка Харірі, вбитого у терористичному акті колишнього прем'єр-міністру Лівану. На останніх законодавчих виборах у червні 2005, рух був головною фракцією блоку «Список мученика Рафіка Харірі», який виграв ці вибори. Поточний лідер Саад Харірі пообіцяв перетворити рух в політичну партію після завершення законодавчих виборів 2005 року.
Прогресивна соціалістична партія (ПСП) заснована у 1949 політичними діячами, що виступили за проведення соціальних реформ. Партія оголосила себе світської і позаконфесійною. У її складі — представники різних релігійних общин, але найбільшим впливом вона користується серед друзів. Зараз на чолі партії стоїть друзській лідер, син засновника партії, Валід Джумблат. У сфері зовнішньої політики ПСП виступала за нейтралітет Лівану, проте на практиці орієнтувалася на підтримку арабських націоналістичних режимів і палестинського національного руху проти Ізраїлю. Після виборів 2005 року у парламенті 16 її членів.
Партія Ліванських сил (ПЛС) утворена в 1991 на базі військово-політичного угрупування Ліванські сили (ЛС), які в свою чергу були створені в 1976 в результаті об'єднання різних християнських ополчень, що билися з палестинськими загонами. На початку 1980-х ЛС повністю контролювали Східний Бейрут і Ліванські гори, вели боротьбу з сирійською армією і співробітничали з Ізраїлем. Партія виступала в опозиції проти нової влади, встановленої відповідно до Таїфськіх угод. Партія була заборонена просирійським урядом до Кедрової революції на початку 2005 року. На виборах 2005 року отримала 5 місць.
«Катаїб» (Ліванські фаланги, ЛФ) — ліванський політичний рух, створений в 1936 як напіввійськове молодіжне об'єднання маронітів. «Катаїб» — права партія, що висунула девіз «Бог, вітчизна і сім'я». Фалангісти виступали за збереження конфесійної системи, захист економіки вільного ринку і приватної ініціативи, проти комунізму. В ході громадянської війни ЛФ очолювали табір християнських партій — «Ліванський фронт». У 1982 лідер «Ліванських сил» Башир Жмайель (син П. Жмайеля) був за підтримкою Ізраїлю обраний президентом Лівану. Після смерті П. Жмайеля в 1984 партія стала розколюватися і поступово втратила свій вплив. В 2005 до парламенту були вибрані 6 членів блоку Корнета Шехвана, до якого входить партія.
Національно-ліберальна партія (НЛП) утворена 1958 колишнім президентом Лівану Камілем Шамуном. Шамуністи виступали за збереження конфесійної системи, «заохочення зусиль капіталу», недоторканність приватної власності, розвиток економіки вільного ринку, за підтримку тісних зв'язків із західними державами. В період громадянської війни НЛП і створені нею загони «Тигрів» брали активну участь в «Ліванському фронті». Проте після смерті К. Шамуна в 1987 відбулося ослаблення організації. Виступаючи проти присутності сирійських військ в Лівані закликала до бойкоту парламентських виборів в 1992, 1996 і 2000. На виборах 2005 року блок «Зібрання Корнета Шевана», до якого вона входила, отримав 6 місць.
Демократичне відродження — заснована в 2001 групою 50 ліванських політичних діячів, інтелігентів і бізнесменів. Її очолює кандидат в президенти країни Нассіб Лахуд, депутат Бейруту з 1991 до 2005. Після виборів 2005 року має одного представника в парламенті.
Демократичний лівий рух (ДЛР) — політична партія, заснована у 2004 році в результаті об'єднання лівацьких інтелігентів, активістів, які перед тим відкололися від Ліванської комуністичної партії (ЛКП) і лівацьких студентських груп. Після виборів 2005 року має одного представника в парламенті.
«Амаль» — ліванський шиїтський рух, утворений у 1975 імамом Мусой ас-Садром як «Загони ліванського опору» — військове крило створеного в 1974 «Руху знедолених». Організація відмовилася взяти участь в громадянській війні 1975 і підтримала сирійське втручання в 1976, також закликала до опору Ізраїлю і підтримці «палестинської справи», але одночасно протистояла військовим формуванням палестинців. Популярність «Амаль» різко зросла під впливом Іранської революції 1979, і на початку 1980-х вона стала найбільшим політичним рухом шиїтської общини. Після виборів 2005 року число депутатів від Амаль становить 14, а блоку «Опір і розвиток», до якого вона входить — 35.
«Хізбалла» («Партія аллаха») утворена 1982 групою представників шиїтського духівництва на чолі з шейхом Мухаммедом Хуссейном Фадлаллахом і привернула до себе багато радикальних прихильників руху «Амаль», незадоволених помірною і просирійською лінією його керівництва. У 1980-х партія відкрито орієнтувалася на Іран і закликала до створення в Лівані ісламської держави по іранському зразку, відкидала будь-який компроміс з християнами, Ізраїлем і США. Після укладення Таїфськіх угод політика «Хізбалла» стала помірнішою. У її заявах стали виразніше звучати соціальні мотиви, теми захисту бідних і незалежної економічної політики. На виборах 2005 року до парламенту були вибрані 14 членів партії (35 у блоці «Опір і розвиток» разом з «Амаль» та СНСП).
Сирійська націонал-соціалістична партія (СНСП). Утворена 1932 православним політиком Антуаном Сааде на позиціях близьких до європейського фашизму. Основною метою проголосила створення «Великої Сирії», що охоплює сучасні Сирію, Ліван, Кувейт, Ірак, Йорданію і Палестину. Була кілька разів заборонена після вбивств керівників уряду країни, але потім знову дозволена. На виборах 2005 року до парламенту Лівану були вибрані 2 її члена.
Вільна національна течія — християнський політичний рух, створений прихильниками генерала Мішеля Ауна, голови військового уряду з 1988. Аун відмовився визнати Таїфські угоди і сформовані на їх основі нові власті Лівану, проте в жовтні 1990 він вимушений був капітулювати під натиском сирійських військ і відправився в еміграцію. Його прихильники продовжували діяти нелегально, до Кедрової революції 2005 року. На виборах 2005 партія отримала 14 місць в парламенті. (21 у Аунівського альянсу, до якого вони входить)

## Партії, не представлені у парламенті
Національний блок (НБ) — маронітський рух, утворений 1939 президентом Лівану Емілем Едде. У 1946 перетворився на політичну партію. НБ був пов'язаний з маронітською елітою Лівану, аграрними, банківськими і підприємницькими кругами. НБ виступив за розвиток економіки вільного ринку і вільної торгівлі, за залучення іноземних капіталовкладень в країну. Партія в рівній мірі відкидала як сирійську, так і ізраїльську гегемонію в країні, вимагала проведення політичної демократизації. Вона засудила Таїфські угоди і бойкотувала парламентські вибори в 1992 і 1996. Проте в 2000 до парламенту були вибрані 3 прихильники НБ.
Партія арабського соціалістичного відродження (Баас) — ліванське відділяння загальноарабської партії Баас, засноване в 1956. З 1963 діяльність партії в Лівані була заборонена, і вона працювала нелегально аж до 1970. У 1960-х ліванські баасисти розкололися на дві організації — просирійську і проіракську. Просирійська партія Баас в Лівані користується широкою підтримкою Сирії. На виборах 2000 до парламенту були вибрані 3 її члена. Лідер просирійської Баас Алі Кансо займав пост міністра праці.
У Лівані існує ряд угрупувань послідовників «арабського соціалізму» колишнього єгипетського президента Гамаля Абделя Насера. Найстаріше з них — Рух незалежних насеристів — виникла в кінці 1950-х. У 1958 створені рухом ополчення «Мурабітун» билися з військами президента Шамуна. У 1971 організацію була офіційно оформлена. Вона підтримувала палестинську присутність в Лівані, брала участь в блоці «Національно-патріотичних сил», а її ополчення зіграли активну роль в громадянській війні, б'ючись з фалангістами, а потім з ізраїльськими військами. Проте в 1985 загони «Мурабітун» були повністю розгромлені силами ПСП і «Амаль», і рух фактично перестав існувати.
Об'єднання за республіку — засновано популярним опозиційним політиком Альбером Мукейбром (православним). Виступає за політичну демократизацію і незалежність Лівану.
Вірменські партії. На території Лівану діють відділяння ряду традиційних вірменських політичних партій. Партія «Дашнакцутюн» (Союз) була заснована у Вірменії в 1890 і виступає з позицій народницького соціалізму, проте її ліванське відділяння займає правіші позиції і відстоює капіталістичний суспільний устрій. Вони діяли в союзі з «Катаїб», орієнтувалися на співпрацю із західними країнами і боролися з насеристськими ідеями. Проте з 1975, в період громадянської війни, партія дашнаків відмовилася від участі в озброєному конфлікті і підтримки християнського блоку, і багато вірменських кварталів піддалися нападам з боку «Ліванських сил» Б. Жмайеля. Після закінчення війни дашнаки прагнули очолити блок вірменських партій і виступали з проурядових позицій, що принесло їм поразку на парламентських виборах 2000 і 2005 років.
Вірменська соціал-демократична партія «Гнчак» («Дзвін») була утворена в 1887 в Женеві. Її ліванське відділяння займало ліві позиції, виступало за соціалізм, планову економіку, демократію і справедливий розподіл національного доходу. «Рамкавар-азатакан» (Ліберально-демократична партія) діє з 1921 і орієнтується на збереження вірменської культури в діаспорі. Виступає в захист приватної власності. На виборах 2000 вперше завоювала 1 місце в парламенті.
Не добився підтримки на виборах 2000 ряд партій, які користувалися певним впливом в 1990-х. Партія «Ваад» («Обітниця») була організована 1989 колишнім членом «Катаїб» і колишнім командиром «Ліванських сил» Елі Хобейкой, який після його зсуву в 1986 перейшов на просирійські позиції і з 1991 був депутатом парламенту і неодноразово займав міністерські пости. На виборах 2000 партія позбулася обох місць в парламенті. У січні 2002 Хобейка був убитий в результаті замаху. Суннітськая організація «Джамаа аль-ісламійя» («Ісламське співтовариство»), представлена колишнім студентським лідером ісламізму Північного Лівану Халедом Дахером, в 2000 втратила представництво в парламенті.
Ліванська комуністична партія (ЛКП) — одна із старіших в Лівані. Створена 1924 групою інтелігентів як єдина для Лівану і Сирії і повністю орієнтувалася на СРСР. У 1939—1943 була заборонена французькими колоніальними властями. З 1944 ліванська компартія діяла самостійно, але великого успіху не мала, а в 1947 була оголошена поза законом «за зв'язок із закордоном». Діючи в підпіллі, ЛКП в 1965 ухвалила рішення про союз з ПСП і арабськими націоналістами. У 1970 партія знов стала працювати легально, і в 1970-х її вплив значно зріс. Партія взяла участь в блоці «Національно-патріотичних сил», а створені нею озброєні загони активно билися в ході громадянської війни проти сил християнського блоку. У 1980-х роль ЛКП впала; багато її активістів були убиті ісламськими фундаменталістами.
Організація комуністичної дії Лівану (ОКДЛ) створена в 1970 в результаті злиття двох невеликих лівих угрупувань (Організації соціалістичного Лівану і Руху ліванських соціалістів). До неї приєдналися також залишки Руху арабських націоналістів. ОКДЛ характеризувала себе як «незалежну, революційну комуністичну партію» і критикувала ЛКП за «реформізм». Під час громадянської війни організація взяла активну участь в блоці «Національно патріотичних сил» і боях проти сил християнського блоку. Організація підтримувала тісні контакти з Демократичним фронтом звільнення Палестини. У парламенті Лівану не представлена.
На території Лівану діють різні палестинські угрупування, а також курдські партії. Серед останніх виділяються: Курдська демократична партія (утворена в 1960 Джамілем Міхху, дозволена в 1970), «Риз карі» (створена в 1975), «Ліва Риз карі» (орієнтується на Сирію), Курдська робоча партія і ін.